# Entosthodon planifolius
Entosthodon planifolius là một loài Rêu trong họ Funariaceae. Loài này được Thwaites & Mitt. mô tả khoa học đầu tiên năm 1873.